# Большая Слуда
Большая Слуда — деревня в Сыктывдинском районе Республики Коми в составе сельского поселения Часово.

## География
Расположена на правом берегу Вычегды на расстоянии примерно 43 км по прямой от районного центра села Выльгорт на северо-запад.

## История
Известна с 1707 года как починок Слуда, 3 двора. Позднее она стала именоваться Большой Слудой. В 1859 в Большой Слуде имелись 129 дворов, 186 жителей, часовня. В 1926 здесь насчитывались 74 двора, 295 человек, в 1939 — 253 человек, в 1970 — 129 человек, в 1989 — 109.

## Население
Постоянное население составляло 93 человека (коми 75 %) в 2002 году, 89 — в 2010.